# Kraftwerk Guillermo Céspedes
Das Kraftwerk Guillermo Céspedes (spanisch Central hidroeléctrica Guillermo Céspedes) ist ein Wasserkraftwerk in der Provinz Río Negro, Argentinien. Es liegt ungefähr 10 km südwestlich der Ortschaft Pomona.
Südlich der Stadt Coronel Belisle wird Wasser durch einen rechtsseitigen Kanal vom Río Negro abgezweigt und zum Maschinenhaus des Kraftwerks geleitet. Nachdem das Wasser die Turbinen des Kraftwerks passiert hat, wird es durch einen weiteren Kanal zum Río Negro zurückgeführt.
Das Kraftwerk wurde am 6. Oktober 1963 in Betrieb genommen. Die installierte Leistung beträgt 5,52 MW. Die beiden Generatoren leisten jeweils maximal 3,3 MVA. Der maximale Durchfluss beträgt 52 m³/s.